# Freeway (film, 1996)
Pour plus de détails, voir Fiche technique et Distribution.
Freeway est un film américain de Matthew Bright, sorti au cinéma en 1996. Le film revisite l'histoire du Petit Chaperon rouge en mêlant thriller, drame et humour noir.

## Synopsis
Vanessa Lutz est une adolescente analphabète qui vit au sud de Los Angeles. Après l’arrestation de sa mère Ramona pour racolage et de son beau-père Larry — en liberté conditionnelle — pour usage de stupéfiants et maltraitance sur mineur, une assistante sociale vient la chercher pour la faire placer dans une famille d'accueil. Vanessa s'enfuit alors avec la voiture en ruine de sa mère pour aller vivre chez sa grand-mère à Stockton. En chemin, elle rend visite à son petit ami Chopper, membre d'un gang, qui lui donne une arme qu'elle pourra vendre une fois arrivée à destination. Peu après son départ, Chopper est tué dans une fusillade. Sur l'autoroute, la voiture de Vanessa tombe en panne. Bob Wolverton, un psychothérapeute dans un centre pour garçons en difficulté, propose de l’emmener à Los Angeles.
Au cours du trajet, Bob gagne progressivement la confiance de Vanessa, qui se confie sur sa vie chaotique et les abus sexuels qu'elle a subis de son beau-père et dans ses foyers d'accueil. Prétextant vouloir l'aider au moyen d'une thérapie expérimentale, Bob lui pose des questions de plus en plus perverses et humiliantes ; il s'avère être le « tueur de l’A5 », ce qui pousse la jeune fille à se révolter contre lui. Bob l’agresse verbalement et physiquement, mais Vanessa parvient à riposter, et l'abat avant de prendre la fuite, couverte de sang, dans un restaurant. Pendant ce temps-là, Bob, dans un état critique, parvient jusqu'à un hôpital et désigne Vanessa comme coupable auprès de la police. Vanessa est arrêtée, jugée en tant qu'adulte, puis envoyée en prison, tandis que Bob et sa femme Mimi, ignorant les agissements de son mari, sont traités en victimes.
En prison, Vanessa se lie d'amitié avec d’autres détenues, puis s'évade pendant un transfert. Les inspecteurs approfondissent leur enquête et découvrent que Vanessa disait la vérité. Ils perquisitionnent le domicile de Bob et y trouvent des preuves accablantes. Mimi, horrifiée, met fin à ses jours. Bob prend la fuite et se rend à la caravane de la grand-mère de Vanessa, dont il a l’adresse, et la tue. Vanessa, entre-temps, vole une voiture pour aller à la caravane. Elle y découvre Bob alité, déguisé dans les habits de sa grand-mère, caché sous une couverture. Une bagarre s’ensuit, au cours de laquelle Vanessa parvient à étrangler Bob. Quand les inspecteurs de la police arrivent, Vanessa leur demande une cigarette, à l'hilarité générale.

## Fiche technique
- Titre original : Freeway
- Réalisation : Matthew Bright
- Scénario : Matthew Bright, librement inspiré du conte Le Petit Chaperon rouge
- Musique : Danny Elfman
- Image : John Thomas
- Montage : Maysie Hoy
- Distribution des rôles : Mary Vernieu
- Création des décors : Pamela B. Warner
- Décorateur de plateau : Caitlin Blue
- Création des costumes : Merrie Lawson
- Pays de production :  États-Unis
- Durée : 110 minutes (France : 102 minutes ; Australie : 97 minutes ; États-Unis : 97 minutes (cut version))
- Genre : Drame Thriller
- Dates de sortie :
  - États-Unis : 23 août 1996 (Los Angeles), 18 octobre 1996 (New York City)
  - France : 3 septembre 1997
  - Australie 11 décembre 1997
- Interdit aux moins de 16 ans (en France)

## Distribution
- Kiefer Sutherland (V.F. : Emmanuel Jacomy): Bob Wolverton
- Reese Witherspoon (V.F. : Aurélia Bruno) : Vanessa Lutz
- Bokeem Woodbine : Chopper
- Paul Perri : Policier #1
- Robert Peters : Policier #2
- Ben Meyerson : Policier au Truckstop
- Craig Barnett : Policier #3
- G. Eric Miles : Policier #4
- Wolfgang Bodison (VF : Jacques Martial) : Détective Mike Breer
- Dan Hedaya : Détective Garrett Wallace
- Chris Renna : le Docteur
- Kathleen Marshall : ER Nurse
- Melinda Renna : Female Anchor
- Guillermo Díaz : Flacco
- Kitty Fox : Naomi Frohlegger - Grandma
- Nico Petrakis : Fille, membre du gang
- Michael Merrins : Garde
- Lorna Raver : Juge
- Annette Helde : Policière
- Michael T. Weiss : Larry
- Theodore Garcia : Little Gumby
- Manny Rodriguez : Marshall
- Alanna Ubach (V.F. : Odile Schmitt) : Mesquita
- Susan Barnes : Mrs. Cullins
- Conchata Ferrell : Mrs. Sheets
- Brooke Shields (VF : Rafaèle Moutier) : Mimi Wolverton
- Christine Mourad : le journaliste
- Julie Araskog : Prosecutor
- Amanda Plummer (VF : Élisabeth Wiener) : Ramona Lutz
- Brittany Murphy (VF : Joëlle Guigui) : Rhonda
- Tara Subkoff : Sharon
- Spantaneeus Xtasy : Staff Member
- Roberta Hanley : Professeur
- Michael Kaufman : Trick
- David Andriole : Chauffeur de camion
- Monica Creel : Jumeau #1
- Leanna Creel : Jumeau #2
- Louis Mustillo : l'avocat de Vanessa
- Ria Pavia : Flo
- Sydney Lassick : Woody Wilson
- Deborah Landis : garde pénitentiaire (non crédité)
- Bob Pepper : Patron du Truck Stop (non crédité)